# Titularbistum Thibica
Thibica (ital.: Tibica) ist ein Titularbistum der römisch-katholischen Kirche.
Es geht zurück auf einen untergegangenen Bischofssitz in der gleichnamigen antiken Stadt, die in der römischen Provinz Africa proconsularis (heute nördliches Tunesien) lag. Der Bischofssitz war der Kirchenprovinz Karthago zugeordnet.
| Titularbischöfe von Thibica |                                                                 |                                          |                 |                   |
| Nr.                         | Name                                                            | Amt                                      | von             | bis               |
| 1                           | Joseph Kiwánuka MAfr.                                           | Apostolischer Vikar von Masaka (Uganda)  | 25. Mai 1939    | 27. März 1953     |
| 2                           | Eugênio de Araújo Sales                                         | Weihbischof in Natal (Brasilien)         | 1. Juni 1954    | 29. Oktober 1968  |
| 3                           | Lajos Kada Titularerzbischof pro hac vice                       | Apostolischer Nuntius                    | 20. Juni 1975   | 26. November 2001 |
| 4                           | José Luis Escobar Alas                                          | Weihbischof in San Vicente (El Salvador) | 19. Januar 2002 | 4. Juni 2005      |
| 5                           | Ramón Alfredo Dus                                               | Weihbischof in Reconquista (Argentinien) | 5. August 2005  | 26. März 2008     |
| 6                           | Luis Francisco Ladaria Ferrer SJ Titularerzbischof pro hac vice | Kurienerzbischof                         | 9. Juli 2008    | 28. Juni 2018     |
| 7                           | Philippe Marsset                                                | Weihbischof in Paris (Frankreich)        | 18. Mai 2019    |                   |